# Мурзагулово
Мурзагу́лово (рос. Мурзагулово, башк. Мырҙағол) — присілок у складі Альшеєвського району Башкортостану, Росія. Входить до складу Кизильської сільської ради.
Населення — 85 осіб (2010; 100 в 2002).
Національний склад:
- башкири — 99 %